# Mönchhöfe
Mönchhöfe ist ein Ortsteil der Gemeinde Achstetten im Landkreis Biberach in Baden-Württemberg. Der Weiler liegt circa 500 Meter südlich von Achstetten.

## Geschichte
Im Jahr 1481 wird der Ort erstmals erwähnt. Mönchhöfe war im Besitz des Klosters Gutenzell und kam im Rahmen der Säkularisation 1803 an die Grafen von Toerring. Im Jahr 1805 fiel die Landeshoheit über Achstetten mit Mönchhöfe vorübergehend an Bayern, das diese dann durch den Staatsvertrag vom 13. Oktober 1806 an das Königreich Württemberg abtrat. 